# クアラ・クブ・バル駅
クアラ・クブ・バル駅（クアラ・クブ・バルえき、マレー語:Stesen keretapi Kuala Kubu Bharu）はマレーシアのセランゴール州クアラ・クブ・バルにある、マレー鉄道ウエスト・コースト線とポート・クラン線の駅。

## 概要
KTMコミューター（ポート・クラン線）の運行区間拡大にともない駅が移転、新築された。移転以前は、クアラ・クブ・ロード駅 (Kuala Kubu Road Railway Station) と称していた。
KTMインターシティの一部の列車が停車する。

## 歴史
- 1894年10月6日 - 駅開業。（クアラ・クブ～スレンダ間開業にともなう。）
- 1900年8月1日 - カルンパン～クアラ・クブ間開業。
- 2008年1月5日 - KTMコミューターがラサ～クアラ・クブ・バル間延伸運行開始。
- 2009年6月1日 - KTMコミューターがクアラ・クブ・バル～タンジュン・マリム間延伸運行開始。

## 駅構造
相対式ホーム2面2線をもつ地上駅である。駅舎は東側にあり、下りホームに面している。上りホームとは構内の跨線橋で結ばれている。
| 1 | ■KTMインターシティ（下り） | クアラ・ルンプール・グマス・シンガポール方面 |
| 1 | 2 ポート・クラン線         | ポート・クラン方面                           |
| 2 | ■KTMインターシティ（上り） | イポー・バターワース・パダン・ブサール方面   |
| 2 | 2 ポート・クラン線         | タンジュン・マリム方面                       |

## 隣の駅
マレー鉄道
ETSシルバー（ETS Silver）
タンジュン・マリム駅 - クアラ・クブ・バル駅 - バタン・カリ駅
2 ポート・クラン線
タンジュン・マリム駅 - クアラ・クブ・バル駅 - ラサ駅